# Gastromyzon praestans
Gastromyzon praestans är en fiskart som beskrevs av Tan 2006. Gastromyzon praestans ingår i släktet Gastromyzon och familjen grönlingsfiskar. Inga underarter finns listade i Catalogue of Life.